# 奥村武雄
奥村 武雄（おくむら たけお、1920年（大正9年）2月 - 1943年（昭和18年）9月22日）は、日本海軍の戦闘機操縦士、存命時の最終階級は上等飛行兵曹、戦死後飛行兵曹長。福井県出身、総撃墜数は54機といわれる。

## 軍歴
1935年（昭和10年）海軍呉海兵団入隊。1938年（昭和13年）2月、第42期操縦練習生に合格、9月課程修了。初陣は第十四航空隊に配属された1940年（昭和15年）10月7日の昆明空襲での九六陸攻の援護だった。この戦いで奥村を含む7機の零戦隊は、迎撃する中国軍機I-15 13機を撃墜、この内奥村は4機を撃墜した。
太平洋戦争開戦後の1942年（昭和17年）8月24日、空母「龍驤」戦闘機隊員として 第二次ソロモン海戦に参加。ガダルカナル近海のアメリカ海軍艦艇攻撃のため九七式艦上攻撃機を護衛して出撃する。同日 母艦である龍驤は、米軍機艦爆18機、艦攻9機の攻撃を受け大破、沈没。この戦闘では、奥村は激しい空戦のなか編隊から離れたため一時は未帰還とされた。
8月末ラバウルに拠点を置く台南海軍航空隊（11月に 二五一空に改称）へ転属。12月10日 一時本土へ戻る。この時点で総撃墜数は14機に達していた。
1943年（昭和18年）7月、第二〇一海軍航空隊付としてラバウルへ再進出、ブイン基地から作戦に参加。9月14日 ブイン基地への連合軍による大規模攻撃の際に迎撃戦に出撃し、1日で10機（F4U 1機、B-24 1機、P-40 2機、F6F 5機、SBD 1機）の撃墜を報告。戦闘後、十一航艦草鹿司令長官から武功抜群として軍刀を授与された。
9月22日ニューギニア フォン半島 クレチン岬沖の敵輸送船攻撃のため、爆撃機を護衛して出撃するが、P-38、P-40による攻撃を受け、奥村は未帰還となった。
戦死後、奥村の傑出した戦果に対して2階級特進が具申されたが実現はしなかった。1943年以降日本海軍は個人撃墜数を記録しなくなったので、正確な撃墜数は不明だが、ヘンリー・サカイダによれば、中国で4機、ソロモンで約50機を撃墜したとしている。